# ويليام ويستون
ويليام ويستون (بالإنجليزية: William Weston)‏ (1 يناير 1882 في المملكة المتحدة - 1 يناير 1948) هو لاعب كرة قدم بريطاني (وحمل سابقاً جنسية المملكة المتحدة لبريطانيا العظمى وأيرلندا) في مركز الهجوم.